# Las muñecas de la mafia
Las muñecas de la mafia es una serie de televisión colombiana producida por Caracol Televisión en el año 2009. Está basada en el libro Las fantásticas, obra escrita por Juan Camilo Ferrand y Andrés López López.
La primera temporada está protagonizada por Amparo Grisales, Fernando Solórzano, Angélica Blandón, Caterin Escobar, Yuly Ferreira, Alejandra Sandoval y Paola Andrea Gómez, con las participaciones antagónicas de Diego Vásquez, Julián Román, Félix Antequera y Juan Pablo Franco. La segunda temporada está protagonizada por Amparo Grisales, Fernando Solórzano, Paola Rey, Caterin Escobar, Paula Barreto y Carla Giraldo, con las participaciones antagónicas de Juan Carlos Messier, Edwin Maya, Mauricio Vélez y Alejandro Estrada.
Durante su transmisión original se posicionó como la producción más vista del año 2009 en Colombia, marcando un excelente índice de audiencia de 49.9%.[cita requerida]
El 10 de octubre de 2017 se confirmó que la serie sería renovada para una segunda temporada, para la cual iniciaron grabaciones en enero de 2018, se subió a la plataforma de streaming de Netflix el 15 de marzo de 2019 y se estrenó oficialmente el 8 de julio de 2019 en Caracol Televisión.

## Sinopsis

### Primera temporada
Los sueños, las ambiciones, el amor, el odio, las pretensiones, la belleza y la búsqueda de poder son algunas de las condiciones inherentes a las vidas de las protagonistas de esta historia, quienes están envueltas en las extravagancias, los placeres y las adversidades del mundo del narcotráfico.
Lucrecia, es la mujer y la ‘titular’ del cucho Braulio, el narcotraficante más duro, influyente y poderoso de El Carmen. Lucrecia es una esposa ambiciosa acostumbrada a los lujos, pero muy astuta, que defenderá a muerte su lugar y los privilegios que tiene por estar con su hombre. Por su parte, Bermúdez es un tipo que, hastiado de la vida junto a Lucrecia, busca a otras mujeres más jóvenes para satisfacer sus caprichos masculinos.
Entre los lujos, las pomposidades y los excesos se desarrolla una historia conmocionarte, dramática, pícara y conmovedora acerca de estas mujeres que eligieron mal y ahora tendrán que pagar un precio muy caro.
"Las muñecas de la mafia" cuenta la historia de cinco mujeres, que por diferentes motivos terminan involucrándose en el mundo de la mafia colombiana.
- Brenda: Una chica que trata de salir adelante a pesar de las dificultades, que termina enredada con Braulio.
- Pamela: Hija de "El capi", piloto de uno de los narcos. Al descubrir la verdad, se verá enredada en la famosa frase "un clavo saca a otro clavo", en su caso "un narco saca a otro narco".
- Renata: La inocente, quien por ayudar a sus padres termina metiéndose en más de un problema serio.
- Violeta: Hija de un narcotraficante, acostumbrada al negocio desde muy pequeña, consumida al final por su sed de venganza.
- Olivia: Solo busca conseguir la vida "que se merece", convirtiéndose en la esposa de Braulio, el narcotraficante.

### Segunda temporada
8 años después de los eventos de la primera temporada, el pasado vuelve para atormentar a varios de los protagonistas y a involucrar a nuevos enemigos y aliados. Probando una vez más que sin importar las buenas intenciones o las ambiciones, el mundo del narcotráfico siempre termina cobrándole a todos, tanto a culpables como a inocentes. 
Lucrecia regresa con la intención de ser la nueva "patrona", Braulio escapa de la prisión americana con el objetivo de recuperar todo lo perdido y derrocar a aquel que se atrevió a quitarle su imperio y los pasados de Olivia y Brenda parece no querer dejarlas tranquilas. "Las muñecas de la mafia 2" cuenta la historia de varias mujeres que deberán sobrellevar el peso de sus errores. 
- Lucrecia: Cree que con su experiencia e inteligencia, lo tiene todo para ser la nueva doña del negocio. Pero su pasado y presente serán todo un reto.
- Brenda: Aún atormentada por el fantasma de Braulio, deberá decidir si sus sentimientos y decisiones se deben a que él es el padre de su hija o por algo más que deberá confrontar.
- Olivia: Ya fuera de la cárcel, las decisiones que tome definirán que nueva vida tendrá o si las consecuencias de sus actos traen más consecuencias de lo que creyó.
- Janeth: Actriz de renombre cuya ingenuidad y equivocaciones la llevarán a un sufrimiento que si bien le fue advertido, nunca lo imaginó.
- Martha: Su maldición será ser tan buena en su profesión, ésta abogada se enfrentará a lo que significa el costo de una vida, entre lo legal y lo ilegal.

## Reparto

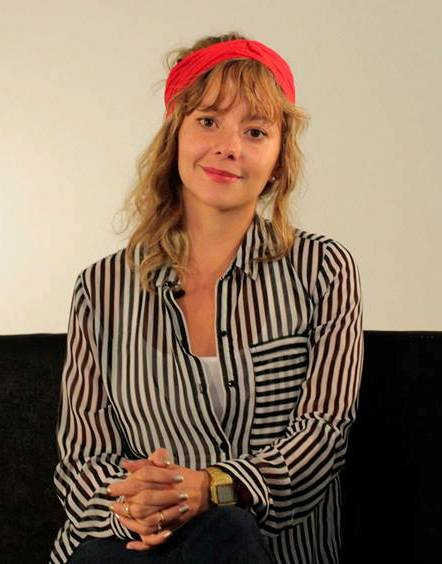
Angélica Blandón es "Brenda Navarrete".

### Personajes principales primera temporada
| Actor/Actriz       | Personaje             | Descripción |
| ------------------ | --------------------- | --- |
| Amparo Grisales    | Lucrecia Rivas        | La esposa y posterior exesposa de Braulio Bermúdez. Amparo Grisales interpreta a una "muñeca" refinada, hermosa, fina pero a la vez calculadora, ambiciosa y vengativa. En constantes peleas con su exmarido por su ambición de dinero y por su amigo Norman a quien odia a muerte. Su mayor amor es Guadalupe, su hija. Durante la serie es evidente su gusto por jovencitos pero finalmente y luego de relaciones que acaban gracias al mismo Braulio termina de novia con el patrón del cartel rival de su exmarido, Nicanor. Luego de que este es capturado y ella logra huir, se muda a Paraguay a escribir un libro con sus memorias. |
| Fernando Solórzano | Braulio Bermúdez      | Apodado "El patrón", "Gordito" por Olivia, y "El narizón" por Brenda. El patrón del cartel del sur, hombre de gran poder y dinero. De mente fría y calculadora para los negocios pero de corazón blando y alegre para las mujeres. Se enamora perdidamente de Olivia Rengifo, a quien conoce gracias a su amiga Brenda, la cual también le gusta y quiere. Es un hombre fiestero que confía en la fidelidad de su gente y no perdona las traiciones. Su mayor amor es su hija Guadalupe producto del matrimonio fallido con Lucrecia. Gracias a la ley y traiciones de sus allegados termina extraditado en una cárcel estadounidense pagando condena de hasta 30 años por narcotráfico. |
| Angélica Blandón   | Brenda Navarrete      | "La narizona" como le dice Braulio o "la mona" como además de Braulio la llaman Uña y Mugre junto con "maniña Brenda". De origen humilde, el mayor deseo de Brenda es salir adelante con una carrera profesional, pero por vueltas del destino termina metida en el mundo del narcotráfico siendo la mejor amiga y confidente de Braulio del cual se enamora perdidamente costándole su amistad con Olivia, novia de Braulio. No le gusta la idea del dinero fácil, ni de una vida de lujos siendo la esposa de un "duro" siempre con el principio de que trabajando se logran las cosas. Daría todo por sus amigas ayudándolas a salir de dificultades y conseguir lo que quieren aunque en muchas ocasiones ella no esté de acuerdo con lo que hacen. Trabajadora, aguerrida, luchadora, inteligente y leal hasta el final a Braulio, termina esperando un hijo suyo y sin tener noticias de él que es extraditado.                                                      |
| Paola Andrea Gómez | Pamela Rojas          | "La hija del capi" para muchos, "Pamplemusa" o "la pamplemusa mayor" para Erick o simplemente "Pame" para amigos y familiares. Chica de estrato alto que por cuestiones del narcotráfico hace amistad con las chicas del Carmen. Aspirante a modelo se ve involucrada sentimentalmente con varios narcos luego de que su padre, piloto de avión, es extraditado a los Estados Unidos por llevar un encargo de Braulio Bermúdez. Sin tener muchas opciones se va acostumbrando a la vida que le brindan los narcos saltando de uno a otro por necesidad monetaria y protección. Cuando estalla la guerra y se cree que su papá dio información a las autoridades se ve obligada a escapar y ocultarse llegando a trabajar con la policía con consecuencias nefastas. Termina como ilegal en EE. UU. trabajando como sirvienta, pero en el Carmen se cree que está viviendo, "el sueño americano que siempre soñó".                                                          |
| Yuly Ferreira      | Renata Gómez          | "La culoncita" para Erick. Es la tonta del grupo. Experta en meterse en problemas, y acudiendo a Brenda para que la ayude en casi todos ya que sus padres son vecinos y se conocen desde niñas. Cometiendo errores, termina amenazada de muerte por su expareja Leonel. Pasa por manos de varios hombres, narcos o no, que la manejan prometiéndole dinero, y oportunidades de salir de problemas, casi siempre involucrando a sus ancianos y humildes padres. Violada en repetidas ocasiones, obligada a traficar dinero, droga y a prostituirse, termina sepultada como N.N en los Estados Unidos luego de que se rompiera un ovoide de droga que llevaba en su estómago, sin que su familia y amigos supieran de ella. Brenda especialmente creyéndola aún con vida. |
| Alejandra Sandoval | Violeta Manrique      | "Viole" para amigos y familiares o "Violetica de mil colores" para su novio Giovanni. Desde pequeña se vio involucrada en el narcotráfico debido a que su padre era socio de Braulio y le ayudaba a su papá con cargamentos. Adorada por sus padres y su novio Giovanni, llama la atención de Norman quien le aleja el novio, abusa sexualmente de ella y finalmente asesina a su padre Gregorio. Llevada por la sed de venganza lleva una relación más que tormentosa con Giovanni a quien ama y odia debido a que lo cree culpable de la muerte de su papá, pero al ir a Bogotá se reconcilia con él. Termina asesinada por Norman como trueque para buscar la paz entre carteles, su vida por la de Erick. Es de carácter fuerte, terca y decidida pero tomando muchas veces decisiones equivocadas. |
| Catherine Escobar  | Olivia Rengifo Peláez | "Oli" por amigos y familiares, "negrita" por Braulio, "la doña" "la patrona" y "la fiera" por Uña y Mugre. Chica de clase media-baja, hermosa y ambiciosa. Su mayor deseo es volverse la esposa de "un duro" y tener una vida fácil llena de lujos y privilegios. Con su meta fija se dispone a conquistar con éxito a Braulio con ayuda de su mejor amiga Brenda. Debido a que sus padres, gente noble y trabajadora se oponen firmemente a la relación, hacen lo posible por alejarla por lo que la envían a Miami una temporada, en la cual Brenda se enamora de Braulio y mantiene una culposa relación con él quien sigue enamorado de Olivia. De regreso, se entera de lo sucedido y rompe su amistad con Brenda volviéndose aún más ambiciosa, vengativa y rencorosa. Decidida a casarse con Braulio a quien poco después de la boda encarcelan lo cual le trae más de un problema. Termina arrepentida y pagando una condena de tres a ocho años por testaferrato. |
| Lincoln Palomeque  | Giovanni Rosales      | De clase media-baja, Giovanni es un taxista que está enamoradísimo de Violeta Manrique, a la cual conquista con su humildad, sencillez, y alegría. Con un pie en el mundo del narcotráfico, la mala suerte lo termina involucrando del todo arruinando la relación con Violeta a quién amará hasta el final. Buscando su protección, la de su familia y la de ella se aleja de los narcos y se relaciona con las autoridades de EE. UU iniciando más de un problema. Cuando Violeta lo amenaza de muerte, él y su familia se instalan en Bogotá buscando una nueva vida, y aspirando a una mejor en una relación de ires y venires con Violeta. Termina trabajando en su taxi como al principio, pero sin "alegría de vivir" debido a la muerte de ella a mano de los narcos. |
| Diego Vásquez      | Norman Alberto Zarama | El villano principal de la serie. Mejor amigo y socio de Braulio. Casado y con un hijo, es un hombre ambicioso, machista y sin escrúpulos. Inicialmente le es fiel a su jefe y está dispuesto a asesinar y pasar por encima de quien sea por fidelidad. Mujeriego y dispuesto a conseguir a cualquier mujer que le guste, maltratador, manipulador y violador. Una vez Braulio es encarcelado está decidido a volverse el nuevo patrón, traicionando de la peor manera a quien consideraba su amigo. Termina asesinado en una balacera contra una redada de autoridades estadounidenses. |
| Julián Román       | Erick González        | Apodado por muchos como "El lavaperros de Norman", es la mano derecha de este. También sirve a Braulio, pero es más fiel al primero que al segundo, realizando todos los encargos sucios de ambos. Asesino y maltratador, es un hombre violento que inicialmente se enamora de Pamela, obsesionándose con ella. Termina manejando a Renata a su antojo, vendiéndola al mejor postor y haciendo que haga encargos con droga. De sangre y corazón frío, es asesinado por Nicanor como trueque para buscar la paz entre carteles |
| Julián Caicedo     | Uña                   | Hermano menor de "Mugre". Llamados por todos "los Carmenzos" junto con su hermano, es uno de los guardaespaldas de Braulio. De buen corazón con allegados a Braulio como Guadalupe y Brenda, en un sicario fiel hasta el final del patrón. Encargado de labores más sucias que su hermano mayor. |
| Jairo Ordóñez      | Mugre                 | Hermano mayor de "Uña". Llamados por todos "los Carmenzos" junto con su hermano, es uno de los guardaespaldas de Braulio. De buen corazón con allegados a Braulio como Guadalupe y Brenda, en un sicario fiel hasta el final del patrón. Se encarga de labores más técnicas para Braulio como la búsqueda de las caletas. Alegres, gustosos de la droga, trago y prostitutas, a pesar de sufrir insultos constantes por cualquiera por encima de ellos incluyendo a Braulio, Brenda, Olivia y Norman, demuestran ser más que guardaespaldas, amigos de Braulio. Ninguno soporta a Olivia y quieren mucho a Brenda apoyando el romance de ella con Braulio, acudiendo a ella cuando necesitan ayuda y considerándola una amiga. Junto con Brenda son los únicos que le son fieles hasta el final a Braulio y se niegan a trabajar para Norman. Se desconoce que fue de ellos una vez su patrón fue extraditado.                                                             |

### Personajes secundarios primera temporada
| Actor/Actriz         | Personaje                | Descripción |
| -------------------- | ------------------------ | --- |
| Aura Helena Prada    | Karina de Manrique       | Madre abnegada de Violeta y esposa fiel de Gregorio. Considerada como "toda una dama" por todos quiénes la conocen, es recatada, amable, educada y ama a su familia incondicionalmente. Considerada como una mujer ejemplar en comparación con sus amigas, las otras esposas de los narcos; Lucrecia y Noelia. Después de la muerte de su esposo y sumida en depresión empieza a trabajar con su hermana e hija en Bogotá vendiendo zapatos tratando de alejar a su hija de los peligros de El Carmen. Se dice que quedó con problemas mentales luego de la muerte de su hija Violeta. |
| Juan Pablo Franco    | Leonel Giraldo           | Apodado "Leoncito" por Renata. Inicialmente mostrándose de buen corazón es el novio mucho mayor de Renata, a quién adora. Una vez se vuelve el contador de Braulio y empieza a tener dinero, se muestra como un esposo machista que mantiene a Renata en una relación abusiva a bajo perfil. Debido a su relación con prostitutas finalmente amenaza a Renata de muerte y se involucra cada vez más en el mundo de los narcos hasta ser hombre de gran dinero dueño de un prostíbulo. Termina asesinado por Norman y Erick luego de descubrir que le ha estado robando a Braulio. |
| Orlando Valenzuela   | Gregorio Manrique        | Padre de Violeta, socio de Braulio aunque posa como un zapatero común. Gregorio es un buen padre de familia y haría lo que fuera por Violeta, no quiere que su hija se involucre en su mundo pero no lo puede evitar. Es considerado como un buen hombre y socio pero empieza a tener enfrentamientos con Norman por defender a Violeta. Asesinado por orden de Norman quién creía que Gregorio había traicionado al Cartel. |
| Mauricio Vélez       | Asdrúbal López           | "El buda", Socio de Braulio, mujeriego, inseguro, bebedor y grotesco. Engañado por su esposa, la asesina a él y a su amante lo que lo mantiene en un estado de inseguridad emocional con las mujeres. Se ve involucrado en una relación con Pamela sin saber que ella lo hace por interés y protección hasta que ella harta del maltrato lo humilla. Cuando Pamela empieza a trabajar con la policía "El buda" es el objetivo por lo que ella logra reconquistarlo, sin embargo una vez descubierto el plan, él logra escapar, no sin antes ordenar la muerte de ella. Luego de esconderse exitosamente y enterarse de que su primo y socio cercano es capturado, le gana el miedo y voluntariamente se entrega al gobierno estadounidense. Termina extraditado y pagando su condena casualmente en la celda junto a "El capi"; padre de Pamela, siendo su ley: "Siempre es mejor estar preso que muerto". |
| Álex Gil             | Sultán                   | Amigo de Erick y socio de él y de Norman. Sicario residente en los Estados Unidos. Asesinado por Claudio en un acto de celos. |
| Félix Antequera      | Nicanor Pedraza          | El otro "patrón" del cartel rival de Braulio. Calculador y menos ostentoso que Braulio, trata de llevar una relación de paz por conveniencia con sus rivales. Se involucra sentimentalmente con Lucrecia lo que estalla en una guerra en la que perderá muchos allegados. Termina atrapado por la DEA y encarcelado. |
| Julián Arango        | Claudio Pedraza          | De origen Colombiano pero residente en México durante toda su vida es sobrino de Nicanor. Se involucra sentimentalmente con Pamela. Al asesinar a "Sultán" es baleado por Norman y Erick frente a Pamela. |
| Walter Luengas       | Marlon                   | Sicario de Nicanor, se involucra con Renata a cambio de protegerla de Leonel. Le ordena llevar dinero a México y la obliga a estar con él. Asesinado por Norman en un operativo para matar a Brenda. |
| Alejandro López      | Alejo                    | Mejor amigo de Nicanor, guapo, elegante y mujeriego. Se involucra con Pamela, enamorándola perdidamente. Cuando ella se entera de que es casado le hace una escena de celos la cual él no le perdona. Asesinado por Erick frente a Pamela al saber que ella lo había buscado para escapar del mismo Erick. |
| Andrea Guzmán        | Noelia de Zarama         | Esposa de Norman, madre de Normancito. Norman la mantiene encerrada debido a su naturaleza machista. Muy hermosa y le gusta divertirse, cosa que hace junto a su mejor amiga Lucrecia. Abnegada esposa pero celosa y explosiva. Aunque muchas veces discute y le reprocha las cosas que hace a su marido, le perdona a Norman un caso de Violación, y que una mujer viva con ellos debido a que espera un hijo de su esposo. Termina escapándose con su hijo cuando no tolera la forma de vida a la que la somete su marido. No se sabe más de ella. |
| Jorge Herrera        | Israel                   | Anciano, vecino de Renata. A cambio de sexo le ofrece una guadañadora que le ayudará al anciano padre de esta. Ella se arrepiente al final y él la viola. Debido a que la máquina sale defectuosa, Renata lo busca y él quiere sexo de nuevo, ella planea asustarlo con un arma junto con Brenda para que la deje en paz. Asesinado por Braulio para proteger a Renata. |
| Jéssica Sanjuán      | Guadalupe Bermúdez Rivas | Hija de Braulio y Lucrecia. A la moda, fina y refinada. Vive en medio de las peleas de sus padres y trata de ser más sensata que ellos. Enamoradiza y alegre. Luego del asesinato de su novio Marcos y su viaje a los Estados Unidos se enamora y vuelve novia del novio y posterior exnovio de Brenda, Nicolás. Se ve afectada por la guerra entre carteles siendo secuestrada por Norman por lo que se ve obligada a huir del país sin nada en sus manos. Se menciona que se casó. |
| Fabián Mendoza       | Marcos                   | Novio de Guadalupe, aprovechado y ambicioso. Se quiere aprovechar de los beneficios de su novia frente a la mirada de odio de Braulio quién siempre lo detestó. Cuando este se da cuenta de que Marcos no solo maltrata sino que roba a Guadalupe y planea huir, lo asesina. |
| Andrés Sandoval      | Nicolás                  | Jefe y novio de Brenda. Posteriormente novio de Guadalupe. Muchacho noble y trabajador, no ve con buenos ojos que Brenda sea tan amiga de Braulio. La engaña con Guadalupe cuando Brenda a su vez lo engaña con Braulio. Mantiene una relación con Guadalupe hasta que ella huye del país y no se sabe qué fue de él. |
| Alberto Valdiri      | Horacio Rojas "El Piloto | Padre de Pamela, Piloto comercial y aliado con Braulio, le llevaba la droga a los Estados Unidos. Acostumbró a su esposa e hija a una vida de lujos. Vida que, una vez es extraditado a ellas les cuesta mantener. A pesar de las amenazas y promesas de beneficios no revela información del cartel a las autoridades. |
| Marcela Valencia     | Ximena de Rojas          | Madre de Pamela, mujer elegante y acostumbrada a vivir bien. Junto a su esposo le mantenían ocultos los negocios de él a Pamela hasta que fue encarcelado. No ve con buenos ojos que su hija se involucre con narcos volviéndose para ella una prostituta. Siempre creyente de que trabajando se logran las cosas, vive de los ahorros hasta que la falta de dinero la lleva a trabajar vendiendo cosméticos. Es asesinada por Erick cuando se descubre que Pamela está colaborando con la policía. |
| Gilberto Ramírez     | Eulcides Gómez           | Padre de Renata, anciano, campesino que se decepciona de los problemas en que se ve involucrada su hija. |
| Adriana Osorio       | Aurora de Gómez          | Madre de Renata, mujer trabajadora y noble. Junto con su esposo, sufren por su hija. Son desplazados por Erick por culpa de Renata pero recuperan su casa cuando él es asesinado. |
| Antonio Puentes      | Rómulo Rengifo           | Padre de Olivia, detesta a Braulio Bermúdez y no soporta que tenga una relación con su hija. Hace lo posible por mantenerla alejada de él sin éxito. Dueño de un negocio para animales quiere que su hija estudie y le ayude. Intenta por todos sus medios alejar a su hija del narcotraficane sin lograr nada ya que ella se casa con Braulio, posteriormente trataría de que su hija no vaya a la cárcel por testaferro. |
| Guido Molina         | Duber                    | Trabajador de Norman y amigo de Giovanni. Era el escolta y hacía encargos para Norman, a la vez que le daba una pequeña comisión a Giovanni por hacerle sencillos cargos con drogas. Es víctima de homicidio accidental por el mismo Giovanni mientras pasaban la noche en una estación de policía por lo que a éste le toca tomar su lugar dentro de la organización. |
| Lina Balbuena        | Belén Rosales            | Hermana menor y confidente de Giovanni, junto con su madre son la adoración de su hermano. Es inteligente, sencilla y su única ambición es salir adelante sabiendo que a su hermano le cuesta mucho luego de la muerte de su padre. Es amiga y compañera de grado de Olivia, Pamela, Violeta y Renata, además de amiga de Brenda, sin embargo no se involucra nunca con el mundo de narcotráfico y detesta que su hermano lo haga. Por eso, para ayudar a su madre económicamente y junto a su novio Toby abandonan la universidad y abren una tienda de ropa femenina homónima la cual es muy exitosa en El Carmen llevando una relación sana y alejada de problemas, próxima a casarse. |
| María Claudia Torres | Melissa                  | Prostituta de experiencia, amiga y amante de Leonel, esposo de Renata. Se desconoce cómo se conocieron pero tienen una relación de amantes a pesar de ser él un hombre casado. Está enamorada de Leonel y él de ella pero no le interesa salirse del negocio lo que los lleva a ser socios. Asesinada a golpes por un hombre contratado por Renata. Cuando Leonel se entera, intenta asesinar a Renata a toda costa. |
| Victoria Hernández   | Flor de Navarrete        | Madre de Brenda y confidente, ama a su hija por encima de todo y se preocupa por ella. Sabe que su esposo la engañaba con muchas mujeres pero permanece a su lado. Es comprensiva, amable, buena persona y sabe todo lo que ha sucedido con su hija y Braulio. |
| Edgar Rojas          | Mayor González           | Policía que contacta a Pamela con la intención de que con su ayuda se capture a Asdrúbal. Siente pesar por ella y trata de ayudarla mientras está protegida. |
| Henry Perez          | Coronel Cruz             | Jefe de la policía y subalterno de González. |
| Carlos Vergara       | Espinaco                 | Contacto de Braulio dentro de la cárcel colombiana, es quien sabe todo de los presos y tiene contacto con el jefe de la prisión. Se vende como un hombre que al no tener nada que perder le puede ayudar a Braulio con lo que quiera, lujos en la celda, teléfonos y a ingresar a contactos como Brenda, Olivia y Guadalupe. Traiciona a Braulio truncando sus planes de escape, se revela que era doble agente del jefe de la prisión con el fin de recibir una rebaja de pena. |

### Personajes principales segunda temporada
| Actor/Actriz        | Personaje             | Descripción |
| ------------------- | --------------------- | --- |
| Amparo Grisales     | Lucrecia Rivas        | Ya viviendo en el exterior Lucrecia ha hecho una exitosa carrera como escritora, publicando su sexto libro sobre el narcotráfico, sin embargo por pleitos con una periodista y traicionada por su pareja, un escritor frustrado, se ve obligada a regresar a Colombia con el único deseo de ser la nueva patrona, con esto en mente comete el error de involucrarse con Ciro Jiménez, hijo y heredero del nuevo patrón Raúl Jiménez. Luego de ser violada, torturada y marcada como ganado por Ciro, inicia un negocio como life coach que es simplemente una fachada de lavado de dinero y narcotráfico con el que le empieza a ir muy bien gracias a su renombre, antiguos contactos y experiencia. Así va eliminando a cualquiera que le vaya estorbando en sus prósperos negocios, incluso a sus socios Uña y Mugre. Cuando su exmarido Braulio Bermúdez regresa, se alían para acabar con el clan de los Jiménez, sin embargo ésta nueva Lucrecia desconfiada, fría y visceral termina rompiendo y haciendo alianzas con quien más le convenga, incluyendo a Braulio. Todo cambia cuando su hija Guadalupe con quien no ha tenido contacto en 8 años regresa, por lo que desea alejarse del mundo de la droga en afán de reconciliarse con su hija, sin embargo su vida se ve una vez truncada por los motivos del regreso de Guadalupe quien en desconfianza y resentimiento a sus padres se acerca erróneamente a Ciro Jiménez quien no duda en aprovecharse de la situación. Termina arrestada luego de una operación de rescate de Guadalupe en un burdel, dónde en su afán por encontrar a su hija, con sus hombres termina cometiendo una masacre. |
| Fernando Solórzano  | Braulio Bermúdez      | Tras 8 años en la cárcel, Braulio se ha vuelto un hombre mucho más frío y sanguinario que antes, está consciente de que Brenda tuvo una hija suya y muere por verlas. Escapa de la prisión americana y llega a Colombia iniciando una guerra y poniendo como carne de cañón a los últimos allegados que le quedan. Desde las sombras intenta junto a su exesposa Lucrecia, reconstruir su imperio en búsqueda de venganza a Raúl Jiménez, antiguo socio quien se adueñó de todo cuando fue extraditado y a su hijo Ciro, a sabiendas de que dada su fuga han torturado a Lucrecia y perseguido a Brenda en pro de dar con su paradero. Empieza un juego de alianzas y traiciones, con Lucrecia, la DDA, Raúl y la misma Brenda a la que sigue queriendo y su objetivo final es escapar y hacer una vida lejos con ella y Renata, su hija. Sin embargo el deseo de poder de sus enemigos, la falta de control que antes poseía y un orgullo que hace que sacrifique a varios inocentes en el camino termina alejando incluso a ellos que aún lo estiman. Termina siendo entregado por Brenda y recapturado. |
| Paola Rey           | Brenda Navarrete      | Madre de una niña de 8 años, Renata. Brenda ahora se muestra cómo una mujer taciturna y seria. A pesar de que vive una vida en paz con su hija, en constante contacto con sus padres y junto a Orlando, su pareja, policía noble quien la ama profundamente y pide matrimonio. Brenda sigue atormentada por su pasado con Braulio y amor por él. Esto hace que tome la mala decisión de irlo a visitar a Estados Unidos lo que es el inicio para que el clan de los Jiménez la ponga a ella y su familia en la mira coincidiendo con el escape del extraditado narco, dando a lugar un proceso largo de escape, fingir su muerte y cambio de identidad, llega a Bogotá con el único deseo de iniciar una nueva vida, aunque por supuesto sus enemigos la encuentran haciendo que pierda a sus padres, matrimonio y su hija sea secuestrada. Con esto último y en afán de recuperar a su hija, debe tomar decisiones que la lleven a lograrlo, incluyendo traicionar y ayudar a Braulio más de una vez aunque debido a sus complejos sentimientos por él termina pagando una temporada en la cárcel, pena por haberlo ayudado, libertad por haberlo traicionado. Termina siendo liberada de la cárcel, dispuesta a darle a su vida una nueva oportunidad junto a sus amigos, su hija y en espera de su nuevo bebé, producto de su relación con el asesinado Orlando. |
| Catherine Escobar   | Olivia Rengifo Peláez | Habiendo pagado una condena de 8 años, Olivia ya es una mujer madura, seria y que sabe perfectamente las consecuencias de involucrarse con el mundo de la droga. Sin embargo al salir se enfrenta con la realidad de no poder salir adelante debido a su pasado y a la pérdida de ambos de sus padres, lo que la lleva a tomar una mala decisión y verse obligada posteriormente a huir hacia Bogotá al verse perseguida por un agente de policía corrupto, antiguo socio de Braulio. En Bogotá se hospeda en la casa de una amiga de la cárcel, Maritza, a quien pierde debido a una enfermedad, con esto Olivia se ve obligada moralmente a hacerse cargo de la familia de su amiga; su madre Gloria, y sus dos hijos jóvenes Edgar y Liliana. En afán de proteger a su nueva familia junto a las malas decisiones que ellos van tomando, se ve enfrentada nuevamente con antiguos enemigos como Lucrecia y Asdrúbal aunque su único deseo sea mantener su negocio de estética y ejercer como estilista, profesión que aprendió en la cárcel. Deseando justicia por el asesinato de la niña Liliana, se involucra con alias "El coronel" narcotraficante español a quien termina entregando. Termina con una vida tranquila, manejando su negocio, junto a doña Gloria, Edgar, Brenda, Renata a quién considera su sobrina, y el nuevo bebé que Brenda espera. |
| Carla Giraldo       | Janeth Castrillón     | Actriz de renombre que ha participado en varias producciones enfocadas en el narcotráfico lo que llama la atención del narco Raúl Jiménez, gran capo que se encuentra encarcelado. Inicia un contacto con Raúl por una supuesta producción que él desea hacer de su vida pero luego de que Raúl mande asesinar al novio de Janeth, un periodista maltratador, inicia una relación sentimental con él a quien termina desposando. Sin embargo, al Raúl utilizarla como carnada para escapar, encarcelada por la muerte de su expareja, obligada a abortar en prisión, con una carrera dañada y afectada emocionalmente, Janeth inicia una carrera de desaciertos para librarse de Raúl, pero sus pasos en falso hacen que él termine viviendo en su casa en más de una ocasión, que la termine torturando a ella, a su mánager y mejor amigo, Esteban, que su carrera se vea seriamente afectada y que termine siendo cómplice en negocios y asesinatos. Todo esto la impulsa a poner una fachada de perdón y alianza con su esposo y también motivada por lograr un costoso tratamiento médico para Esteban, logra matar a sus hombres de confianza, envenenar a Raúl poco a poco con medicamentos mientras va aprendiendo y apropiándose de su negocio. Termina en una redada con hombres de Raúl quién finalmente se da cuenta de todo lo que ella ha hecho y Janeth, al verse alcanzada por él detona una bomba en su auto matándolo y a ella con él. |
| Paula Barreto       | Martha Cruz Trujillo  | Abogada de gran renombre, reconocida por defender principalmente a criminales. Al ser su trabajo tan excepcional es contratada a la fuerza por los Jiménez para lograr la liberación de Raúl. Sin embargo entre la presión de los mafiosos, el caso tan difícil que lleva y las malas decisiones de ella y su marido, hacen que entre en un espiral de amenazas, que la llevan a mandar a sus hijos Kevin y Verónica a Miami, que su esposo Johnny caiga en prisión y a ella a sumirse en la corrupción y artimañas legales, siempre bajo la mirada amenazante de sus clientes. Hace lo posible por proteger a su familia y con su inteligencia logra ganar varias partidas, a su favor y al de los narcos. Sin embargo cuando Ciro quién desea adueñarse del negocio familiar le revela sus deseos de no querer que su padre salga de prisión la amenaza y la obliga a elegir bandos, pero su elección lleva a que termine perdiendo a sus hijos en un carro bomba y posteriormente que su esposo termine en estado vegetativo. Sin nada que perder y con sed de venganza logra hacer la justicia que puede con los inocentes, incluida Brenda pero junto al dinero y contactos logrados durante su experiencia con los Jimémez termina secuestrando al mismo Ciro a quien mantiene encerrado en una habitación especial que logró construir con su esposo, donde lo tortura permanentemente. |
| Edwin Maya          | Ciro Jiménez          | Heredero del clan de los Jiménez, Ciro es sanguinario, orgulloso y prepotente. Maneja el negocio de su padre mientras él se encuentra en prisión, sin embargo está en constante control y debe obedecer cada una de sus órdenes. Secuestra a Lucrecia a quién obliga a ser violada por todos sus hombres, la termina marcando como ganado y tortura ganándosela de enemiga permanente pero a quien deja en paz un tiempo por temor a que revele sus verdaderos sentimientos hacia su padre que Lucrecia obtuvo en una grabación. Es quien termina afectando a Liliana y a la nueva familia de Olivia mientras mantiene una rivalidad latente con Lucrecia. Su misión principal es encontrar a Braulio para que no arruine el negocio familiar por lo que persigue y le hace la vida imposible a Brenda cómo también lograr que la abogada Martha Cruz haga su trabajo a punta de amenazas. Cuando Raúl Y Braulio se alían para lograr cada uno su libertad, él se decide a ser dueño del negocio por lo que le va quitando cada vez más poder a su padre y amenaza a su abogada para que no lo libere y a quién detesta. Siendo excompañero de colegio de Guadalupe se gana su confianza y la termina secuestrando lo que logra dominio en Lucrecia. Al tener tantos enemigos e ir perdiendo hombres, lo llevan a cometer un atentado contra Martha, dónde el esposo de ésta sale afectado pero Ciro es capturado, teniendo aún a Guadalupe en su poder logra que Lucrecia lo saque de prisión pero es torturado por ella hasta lograr una misión fallida de intercambio; Ciro por Guadalupe. Al ser una trampa queda herido en un contrafuego. Martha logra encontrarlo y encerrarlo en una jaula en su casa, dónde lo tortura permanentemente haciendo que Ciro desee su muerte. |
| Juan Carlos Messier | Raúl Jiménez          | Antiguo trabajador y posterior socio de Braulio, se adueñó de todos los negocios una vez él y Nicanor fueron extraditados y Norman asesinado. Al inicio se encuentra encarcelado por lo que contrata a la abogada Martha Cruz para lograr su libertad y detener su extradición. Se enamora de la actriz Janeth Castrillón con quién se termina casando luego de mandar a descuartizar a su novio periodista quien la maltrataba, sin embargo al ver su situación legal cada vez más compleja escapa usando a Janeth como carnada y termina viviendo con ella quien ya no quiere estar con él. La termina torturando a ella y a su mánager y amigo Esteban, ganándose el odio de ambos. Hace una alianza con Braulio y se entregan, posteriormente organiza un atentado en su contra para lograr la casa por cárcel, al igual que su hijo, siempre logrando todo con amenazas. En casa por cárcel sabe que su hijo lo quiere destronar lo que inicia una lucha de poder, al mismo tiempo Janeth empieza a envenenarlo aprovechando su estado de salud luego del atentado alterando sus medicamentos, además de dañarle sus negocios poco a poco y deshaciéndose de sus hombres de confianza, luego de finalmente asesinar a Esteban logra escapar. Al enterarse de que debido al envenenamiento de Janeth sus órganos están bastante dañados y no le queda mucho tiempo, decide acabar con ella en una emboscada donde la logra acorralar. Ella detona una bomba en su auto matándolos a ambos. |

### Personajes secundarios segunda temporada
| Actor/Actriz                 | Personaje                | Descripción |
| ---------------------------- | ------------------------ | --- |
| Mauricio Vélez               | Asdrúbal López           | No queda muy claro cómo quedó Asdrúbal libre de prisión sin embargo regresa como nuevo socio de Ciro Jiménez. Momentáneamente hereda el negocio de Lucrecia al querer ella alejarse del mundo del narcotráfico. Tiene como misión vengarse de "El coronel" narco español que le tiene una deuda pendiente, con esto hace que Liliana, parte de la nueva familia de Olivia, salga sacrificada. Por esto Olivia trabajando junto a la policía se alía con Asdrúbal para dar con los culpables y hacer justicia. En el proceso, Olivia gana que "El buda" logre una alianza con "El coronel", alianza que termina cuando Asdrúbal es asesinado por él en un intento por violar a Olivia drogada. |
| Vicky Hernández              | Doña Gloria              | Madre de Maritza, antigua amiga de la cárcel de Olivia. Acoge a esta última en su casa a petición de su hija por lo que una vez Maritza fallece, en agradecimiento, Olivia le promete hacerse cargo de su familia; ella y sus dos nietos Edgar y Liliana ya que se sabe que son una familia con muchas necesidades que viven en arriendo y con lo básico para sobrevivir. Le toma mucho cariño a Olivia y la ayuda a montar un salón de belleza dónde empieza a ejercer como manicurista, sufre por la vida que empiezan a llevar sus nietos, Edgar un adicto a la heroína y Liliana quién decide tener una vida "fácil" gracias a los narcos, lo que la lleva a la muerte. Una vez conoce a Brenda y Renata, hace el papel de abuela de esta última, siempre pensando que con la justicia y ley se puede tener un escape a los problemas que todos a su alrededor van teniendo. Es una mujer hacendosa, amable, noble y preocupada. Termina asumiendo los nuevos nietos que le da la vida, Renata y el hijo que espera Brenda además de seguir ayudando en el local de Olivia. |
| Gary Forero                  | Orlando Páez             | Teniente del pueblo dónde vive Brenda, Orlando es un hombre noble, trabajador y justo quién está perdidamente enamorado de Brenda y ama a su hija Renata como suya. Sabe del pasado de Brenda con Braulio Bermúdez pero no le atormenta hasta que ella decide posponer su boda por ir a verlo a Estados Unidos. De ahí empieza una paranoia constante de no saber los sentimientos reales de su esposa, lo que lo lleva incluso a tener sentimientos por Olivia, mejor amiga de ésta. Sin embargo ayuda a Brenda en lo que puede para huir del clan de los Jiménez que la persiguen hasta Bogotá, su odio creciente por Braulio hace que cometa errores en los que los padres de Brenda salgan sacrificados y Renata secuestrada. En su afán por hacer lo que cree que es correcto se enfrenta al mismo Braulio, lo que deteriora aún más la relación que tiene con Brenda. Su matrimonio llega a su fin una vez él y Brenda enfrentan sus sentimientos con respecto a Braulio, Olivia y ellos mismos. Dispuesto a vengarse de Braulio y hacer una nueva vida con Brenda, saca a la luz pública uno de sus planes para quedar libre de la justicia, Braulio en venganza lo secuestra y asesina. Brenda termina embarazada esperando un hijo de Orlando.                                         |
| Jairo Ordóñez Julián Caicedo | Uña y Mugre              | Trabajando ahora cargando bultos en una plaza, Uña y Mugre siguen fieles a Braulio. Son contactados por Lucrecia una vez ella regresa al país para iniciar un nuevo negocio de narcotráfico y lavado de dinero disfrazado de una empresa de Life-coaching y fundación con el que les va muy bien y van quedando satisfechos al inicialmente no confiar en ella pero luego tener puesto de socios y ya no de matones como lo eran antes. Sin embargo cuando Braulio hace su aparición en Colombia ellos pretenden que Lucrecia y él hagan una alianza. Son asesinados en un atentado planeado por la misma Lucrecia, quien sabe que si bien Uña y Mugre le son fieles por el momento, siempre lo serán aún más con Braulio. |
| Felipe Bernedette            | Édgar Ceballos           | Hijo de Maritza y nieto de Doña Gloria, conocemos a Edgar cómo un joven adicto a la heroína, impulsivo y resentido con su madre Maritza por haber estado en prisión y tener una vida difícil. Ama a su hermana Liliana y ella lo quiere profundamente a él también. Al inicio no confía y odia a Olivia al no saber sus verdaderas intenciones, ella sintiendo la obligación de ayudarlo a él y a su familia; lo obliga a rehabilitarse y de a poco ganarse su confianza lo que hace que él se enamore de Olivia pero no es correspondido al ella verlo como solo un muchacho, lo que hace que él sienta celos de Orlando. Las cosas dan un giro cuando Liliana busca la protección de Ciro y Édgar la de Lucrecia pese a las advertencias de Olivia, aunque ayudándola con sus cuentas pendientes en el proceso. Con la muerte de su hermana decide por consejo de Olivia dejarle a ella la labor de justicia y hacerse a un lado yéndose a vivir y trabajar en un taller aunque siga pendiente de Olivia, su abuela, Brenda y la misma Lucrecia. Continúa trabajando en el taller y termina con una restaurada familia con Olivia, su abuela, Renata, Brenda y el bebé que ella espera. |
| Laura Mar                    | Liliana Ceballos         | Con solo 14 años Liliana es la hija menor de Maritza, hermana de Édgar y nieta de Doña Gloria. Va al colegio y se puede notar que es una niña inteligente , sin embargo las malas amistades hacen que caiga en las garras de Lucrecia, que la obliga a seducir a Ciro Jiménez, sin embargo luego de salir del control de la mujer, ella se sigue viendo con Ciro quien se la ofrece a Asdrúbal. Encantada por lo que le ofrecen los narcos y harta de la vida de pobreza que tiene, accede a irse a España para que Asdrubal le haga cacería al narco conocido como "el General" y se adentra en una red de prostitución manejada por la hija de éste. Es asesinada y repatriada una vez es descubierta. |
| Jéssica Sanjuán              | Guadalupe Bermúdez Rivas | Al haber sido obligada a vivir en el exilio por culpa de sus padres, Guadalupe hizo su vida en España y no quiere tener ningún contacto con ellos, sin embargo llega de sorpresa argumentando que quiere retomar su relación con su madre Lucrecia a quién llena de alegría, tanto que le oculta a su hija que sigue en el negocio y se decide a abandonarlo por ella, pero pronto conocerá las verdaderas intenciones del regreso de su hija. Estando en España Guadalupe inicia una relación con un vecino; Ignacio "Nacho" el cual es adicto a la cocaína e inicia en el negocio del narcotráfico. Siendo un aspirante a narco principiante pierde una carga lo que los lleva a ser amenazados y a Guadalupe a pedirle ayuda a su madre para reponerla, Lucrecia se niega al no querer que su hija tenga ese tipo de relación, lo que lleva a Guadalupe a pedirle ayuda a Ciro Jiménez, antiguo compañero de colegio, el cual se aprovecha de esto y del hecho de enterarse de que Lucrecia manda a matar a Nacho. Con Guadalupe fingen su secuestro con el fin de hacer sufrir a sus padres, secuestro que se vuelve una realidad. Violada y torturada por Ciro, Guadalupe es vendida a un cartel de prostitución mexicano y obligada a trabajar en un burdel de donde Lucrecia la rescata. |
| Roger Moreno                 | Ñoño                     | Principal sicario de Ciro, es su hombre fiel, visceral y sanguinario le hace todos los trabajos sucios como ser el primero en violar a Lucrecia. Luego de la muerte de los hijos de Martha, ella mete a su padre a la cárcel y posteriormente al mismo Noño con el fin de presionarlo para que delate a Ciro. Éste amenaza a su familia por lo que se cuelga en prisión con una sábana. Nos enteramos que sus padres en realidad son padres adoptivos. |
| Victoria Hernández           | Flor de Navarrete        | Ya siendo abuela de Renata tiene una vida traquila y mejor matrimonio con su esposo, luego de la muerte de éste en un enfrentamiento entre Braulio y la policía, huye a Bogotá para estar con su hija, nieta y yerno. Al Brenda verse descubierta por la gente de los Jiménez, Flor es secuestrada y posteriormente asesinada para presionar a su hija a revelar el paradero de Braulio. |
| Rodolfo Silva                | Peto                     | Principal sicario de Raúl, es su hombre de confianza y el que le hace todos los trabajos tanto sucios como tácticos por ejemplo la vigilancia y protección de su esposa Janeth. Una vez Raúl tiene casa por cárcel y vive con su esposa, ella se encarga de empezar a envenenar a Raúl en contra de su mano derecha mientras al mismo tiempo lo va seduciendo para incrementar la desconfianza. Una vez Raúl cree que Peto si está espiando y desea a Janeth lo manda matar y desaparecer, sin embargo él escapa y regresa al apartamento para reclamarle a ella que lo termina asesinando de una puñalada con un abrecartas. |
| Antonio Puentes              | Rómulo Rengifo           | La madre de Olivia muere de cáncer cuando ella estaba en prisión y su padre nunca fue a visitarla, al salir, Olivia se decide a buscarlo, con ayuda de Orlando da con su padre en un bar sumido en el alcohol. Al llegar él le indica que le arruinó la vida y aunque ella trate de razonar con él, Rómulo sale huyendo y es atropellado. Muere después en el hospital. |
| Alexandra Restrepo           | Marina                   | Prisionera en la cárcel dónde cae Janeth, la primera vez que es prisionera se hace amiga de ella al tener Janeth el apoyo de su esposo Raúl Jiménez, para la segunda ocasión al Janeth rechazar la ayuda de su esposo Marina se muestra como fría y dura siguiendo las órdenes del narco. Obliga a Janeth a abortar una vez se entera de que está en embarazo. Cuenta que ella es madre y tuvo hijos en prisión. |
| Jimmy Vásquez                | Johnny Ortiz             | Esposo de Martha Cruz, ingenuo, sencillo y noble, trabaja como vendedor de autos en un concesionario. En una serie de malas decisiones suyas y de su esposa ambos entran en un círculo de amenazas y terror por parte del clan de los Jiménez. En un punto tiene que enviar a sus hijos a Miami a vivir con su madre por protección y posteriormente cae en prisión al ser inculpado falsamente a modo de presión para su esposa. Al morir sus hijos queda muerto en vida y se decide a vengarse de Ciro Jiménez, cuándo éste les hace un atentado en su casa, queda con muerte cerebral por lo que a Martha no le queda opción sino desconectarlo. Hace una última aparición en el capítulo final pero no queda claro si es o no una alucinación de su esposa. |
| Camilo Sáenz                 | Esteban Burbano          | Mánager y mejor amigo de Janeth, hombre que la apoyado durante toda su carrera. Nunca vio con buenos ojos que ella se involucrara con Raúl Jiménez pero la apoya incondicionalmente en todo. Una vez Janeth se enemista con Raúl, él usa a Esteban como carnada, primero secuestrándolo, luego torturándolo y mutilándole un pie. Cuando Janeth planea entregar a Raúl, en venganza, intenta matarlo pero no lo logra, Esteban queda vivo pero postrado en una silla de ruedas lo que lo daña mentalmente y le quita las ganas de vivir. Aferrada a él, Janeth hace una tregua falsa con Raúl para pagarle un tratamiento en Estados Unidos y ayudarlo a volver a caminar. Cuando Janeth se empieza a adueñar del negocio del narco él sigue intentando razonar con ella pero la sigue apoyando. Cuando se les salen las cosas de las manos, Esteban va al apartamento de su amiga con el fin de asesinar a Jiménez quién gana la lucha matándolo de un tiro en la cabeza. |
| Luly Bossa                   | Maritza                  | Mejor amiga de Olivia en prisión, se desconoce la razón de su estadía ahí. Hija de doña Gloria, madre de Edgar y Liliana. Cuando Olivia llega a Bogotá buscando refugio se sorprende al verla libre por lo que se entera de que Maritza tiene cáncer de seno en etapa terminal, trabaja como modelo webcam con el fin de dejarle el dinero suficiente a su familia introduciendo a Olivia temporalmente al negocio. Al morir su madre Gloria decide que el dinero ahorrado sea invertido en el nuevo negocio de Olivia, un salón de belleza. |
| Pablo Rodríguez              | Ánibal                   | Pareja de Lucrecia y escritor frustrado. Vive tras la sombra de su novia ya que es una exitosa escritora por lo que se alía con una periodista enemiga de ella para sabotear su carrera. Se arrepiente una vez Lucrecia le ayuda con sus editores para que su libro sea publicado pero ella al descubrirlo no se lo perdona y lo abandona. No se sabe más de él una vez Lucrecia es deportada. |
| Hugo Alberto Medina          | Alias Beto               | Por orden de Braulio, alias Beto secuestra a Lucrecia para entregarle información y así lograr llegar a sus enemigos |
| Fernando Arango              | Angel Pérez              | Sargento de la policía que ayuda al teniente Páez con las muchachas ayudo con la captura de Braulio en venganza por la muerte de su comandante |

## Episodios
| Temporada | Temporada | Episodios | Episodios | Emisión original         | Emisión original         |
| Temporada | Temporada | Episodios | Episodios | Primera emisión          | Última emisión           |
| --------- | --------- | --------- | --------- | ------------------------ | ------------------------ |
|           | 1         | 58        | 58        | 28 de septiembre de 2009 | 8 de marzo de 2010       |
|           | 2         | 60        | 60        | 8 de julio de 2019       | 30 de septiembre de 2019 |

## Premios y nominaciones

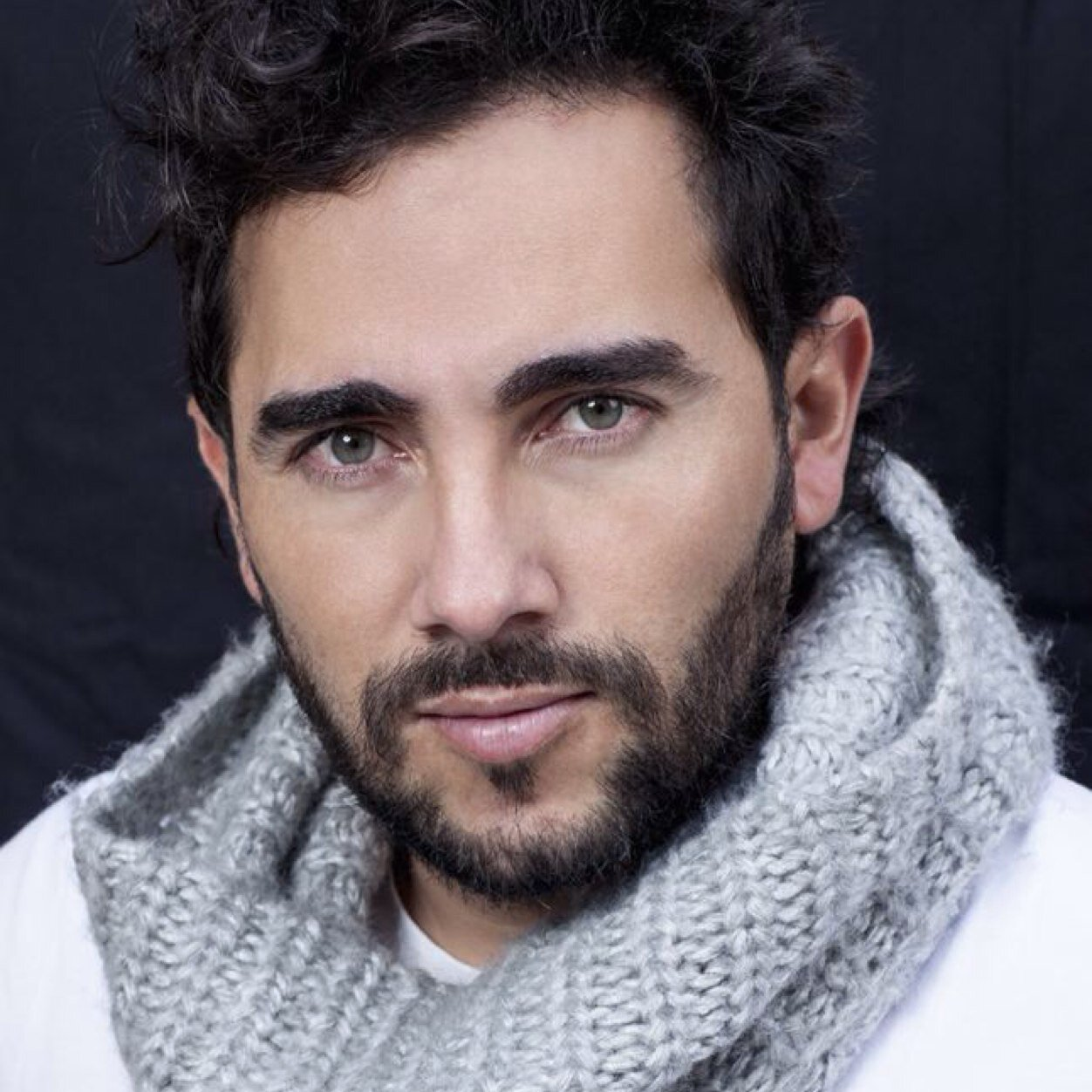
Fabián Mendoza es "Marcos".

### Premios Tvynovelas
| Año  | Categoría                                          | Nominado                | Resultado |
| ---- | -------------------------------------------------- | ----------------------- | --------- |
| 2010 | Mejor Protagonista masculino de telenovela o serie | Fernando Solórzano      | Nominado  |
| 2010 | Mejor Villano favorito                             | Diego Vásquez           | Nominado  |
| 2010 | Mejor Actriz de reparto de telenovela o serie      | Andrea Guzmán           | Nominada  |
| 2010 | Mejor Actor de reparto de telenovela o serie       | Lincoln Palomeque       | Nominado  |
| 2010 | Serie favorita                                     | Las muñecas de la mafia | Nominada  |
| 2010 | Mejor Director favorito de telenovela o serie      | Las muñecas de la mafia | Nominado  |
| 2010 | Mejor Libretista favorito de telenovela o serie    | Las muñecas de la mafia | Nominado  |
| 2010 | Mejor Revelación del año                           | Angélica Blandon        | Nominada  |

### Premios India Catalina
| Año  | Categoría                                           | Nominado                | Resultado |
| ---- | --------------------------------------------------- | ----------------------- | --------- |
| 2010 | Mejor Banda Sonora de Novela y Serie                | Las muñecas de la mafia | Nominada  |
| 2010 | Mejor Edición de Novela o Serie                     | Las muñecas de la mafia | Nominada  |
| 2010 | Mejor Arte y Fotografía de Novela y Serie           | Las muñecas de la mafia | Nominada  |
| 2010 | Mejor Revelación del Año                            | Angélica Blandon        | Nominada  |
| 2010 | Mejor Actriz/Actor de reparto de telenovela o serie | Julián Román            | Nominado  |
| 2010 | Mejor Serie, Miniseriee                             | Las muñecas de la mafia | Nominada  |
| 2010 | Mejor Actriz protagónica de Serie, Miniserie        | Angélica Blandon        | Nominada  |
| 2010 | Mejor Actor protagónico de Serie, Miniserie         | Fernando Solórzano      | Nominado  |
| 2010 | Mejor Libreto Original de Serie o Miniserie         | Las muñecas de la mafia | Nominada  |
| 2010 | Mejor Director de Serie o Miniserie                 | Las muñecas de la mafia | Nominada  |